# Rainieria calosoma
Rainieria calosoma är en tvåvingeart som beskrevs av Jacques-Marie-Frangile Bigot 1886. Rainieria calosoma ingår i släktet Rainieria och familjen skridflugor. Inga underarter finns listade i Catalogue of Life.